# Neoseiulus spineus
Neoseiulus spineus är en spindeldjursart som först beskrevs av Tseng 1976.  Neoseiulus spineus ingår i släktet Neoseiulus och familjen Phytoseiidae. Inga underarter finns listade i Catalogue of Life.